# Bạc lan
Bạc lan (danh pháp hai phần: Cymbidium erythrostylum) là một loài phong lan thuộc Phân họ Lan biểu sinh.
Đây là loài đặc hữu của Việt Nam, cây có mặt ở các khu vực: Bà Nà, Nha Trang, Kon Tum, Đà Lạt.

## Hình ảnh

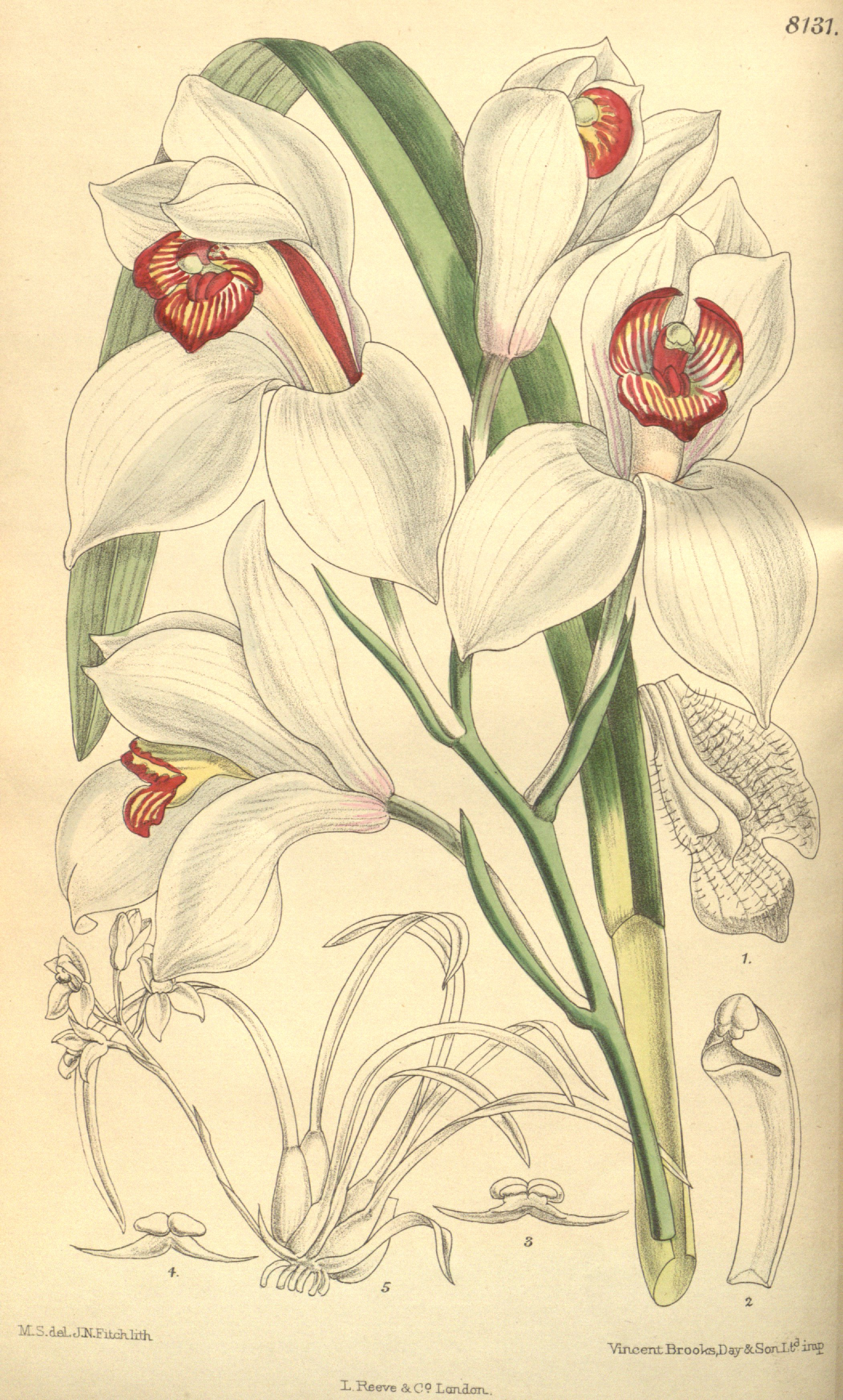
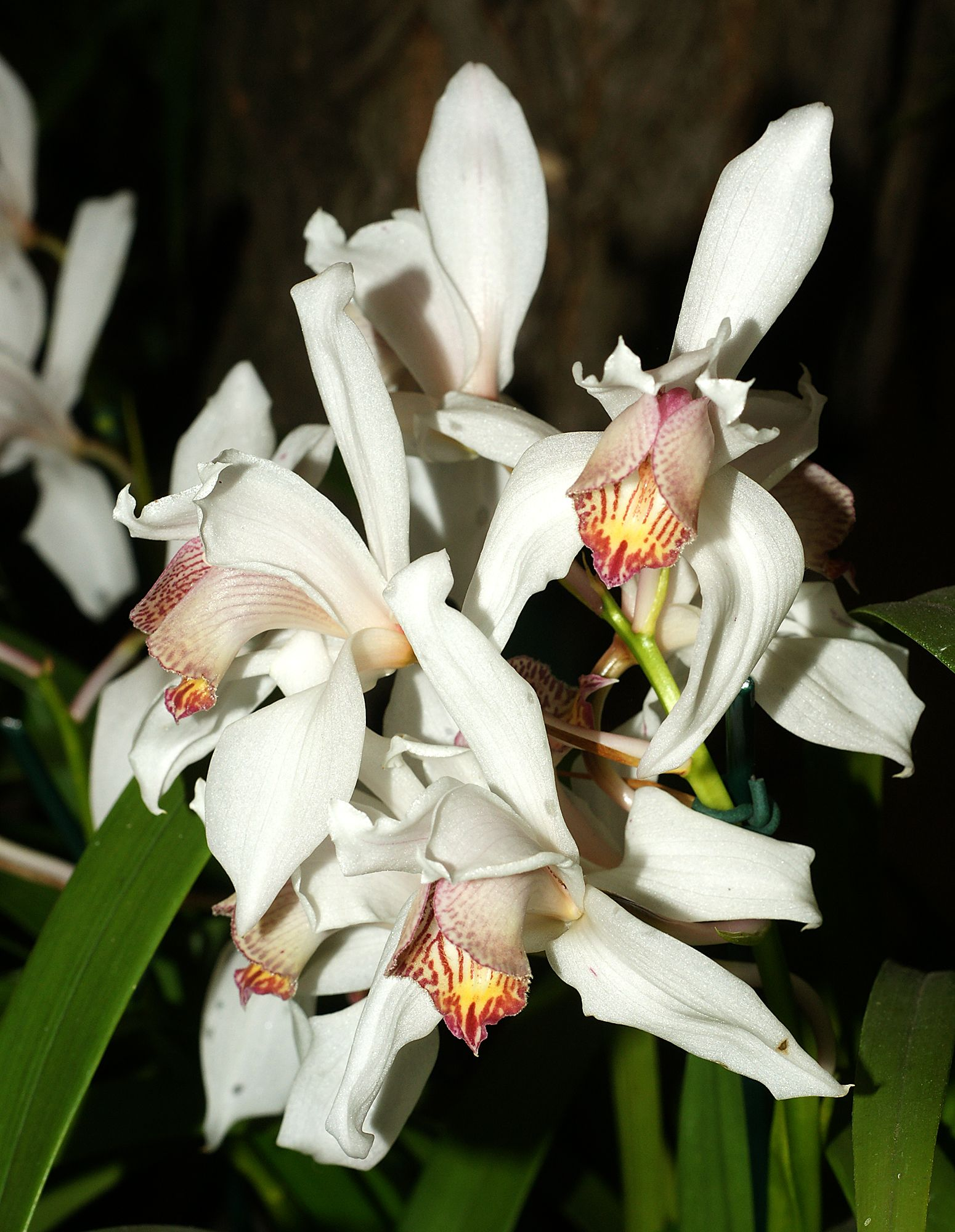